# Surfer Blood
Surfer Blood est un groupe de rock alternatif américain, originaire de West Palm Beach, en Floride. Formé en 2009, il est à l'origine composé de quatre membres, John Paul Pitts (chant, guitare), Thomas Fekete (quitare, chœur), Kevin Williams (basse, chœur), et Tyler Schwarz (batterie).

## Biographie
John Paul Pitts and Tyler Schwarz, les deux membres fondateurs du groupe, commencent à jouer ensemble à Orlando, en Floride. Ils rencontrent Thomas Fekete lors d'une soirée organisée à l'issue d'un Ultra Music Festival à Miami. Le groupe se forme à la suite de cet événement avec pour objectif de sortir un album et de lancer une tournée le plus rapidement possible. Le groupe s'appelle originellement Jabroni Sandwich. Le nom Surfer Blood est proposé par Tyler Schwarz, en référence à son expérience de surfeur quand il était au lycée.
Le 25 octobre 2011, Surfer Blood publie l'EP Tarot Classics chez Kanine Records. Le premier single, Miranda, débute au classement de Pitchfork le 30 août 2011 et I'm Not Ready est nommée chanson du jour par NPR le 8 décembre 2011,. Le groupe ouvre pour les Pixies pendant leur tournée Doolittle Lost Cities Tour en 2011.
Le 9 janvier 2012, ils participent au Late Night with Jimmy Fallon où ils jouent le single Miranda, extrait de Tarot Classics. Ils entrent en studio en février 2012 avec le producteur Phil Ek (Fleet Foxes, Built to Spill) pour enregistrer leur deuxième album qui sera publié chez Warner Bros. Records. En mai 2012, le groupe confirme sur Twitter sa délocalisation en Californie le 12 mai 2012 pour enregistrer son album avec le producteur de renom Gil Norton.
En octobre 2015, le groupe annonce le retrait de leur bassiste Kevin Williams. Lindsey Mills, une amie du lycée, le remplace. Atteint d'une forme rare de cancer, le guitariste Thomas Fekete quitte le groupe en 2015. Le 31 mai 2016, la femme de Fekete, Jessica, annonce son décès. 
Snowdonia, le quatrième album de Surfer Blood, paraît le 3 février 2017. 
Carefree Theatre, le cinquième (si l'on met à part l'album de reprises intitulé Covers), paraît en septembre 2020. Le dossier de presse raconte : « À l'hiver 2017, John Paul Pitts recommence à écrire mais il doit déménager chez ses parents en Floride, sa mère est malade, son studio à l’abandon et le pays ne se porte pas beaucoup mieux. Il se met alors à écrire autant de courtes chansons pop que possible. Il partage ses démos avec Mikey, Lindsey, et Tyler. Ensemble ils enregistrent la base de 25 morceaux à la fin de l’été 2018. La section rythmique se cale rapidement mais il faudra plus de temps pour les voix et superpositions de guitare. John Paul dort pendant plusieurs semaines sur le canapé du studio, mixant jusqu’à l’aube. Après des mois de travail, tout était enfin à sa place. Le "Carefree Theatre" de West Palm Beach, en Floride, était le seul véritable lieu culturel de la ville pendant la majeure partie de son enfance, le genre d’endroit qui révélait l’existence d’un monde existant en dehors de la Floride, une expérience qui donnerait envie à tout étudiant de 21 ans d’abandonner l’école et de fonder un groupe... Malheureusement, dans une ville envahie par l’indifférence et le matérialisme, le théâtre n'a pas pu survivre. Cet album est sur le point de boucler la boucle. Le groupe a connu des hauts et des bas, beaucoup de changements au fil des ans, mais le voici de retour là où ils ont commencé : après une décennie de tournées et de sorties de disques, Surfer Blood est de retour chez son premier label, Kanine Records, juste à temps pour le dixième anniversaire d'Astro Coast. » 

## Discographie

### Albums studio
- 2010 : Astro Coast (#124 U.S.[8],[9])
- 2013 : Pythons (#127 U.S[10],[9])
- 2015 : 1000 Palms
- 2017 : Snowdonia
- 2017 : Covers (album de reprises de Pavement, OutKast, Verlaines, Cream, Modern English, Breeders, Chad & Jeremy, Mudhoney, Polaris)
- 2020 : Carefree Theatre

### EP
- 2011 : Tarot Classics (25 octobre)[11]
- 2019 : Hourly Haunts (16 août)[12]
- 2020 : Hardboiled (7 août)[13]

### Singles
- 2009 : Swim (réédité en 2010)
- 2009 : Slow Jabroni
- 2010 : Take It Easy
- 2010 : Floating Vibes
- 2011 : Miranda
- 2013 : Demon Dance
- 2015 : The Grand Inquisitor[14]
- 2015 : I Can't Explain[15]
- 2016 : Women of Your Life (Sleeping Bag)
- 2016 : Evil Cat[16]
- 2016 : Six Flags in F or G
- 2019 : Around Your Sun
- 2020 : Karen
- 2020 : Summer Trope